# Mirza Džomba
Mirza Džomba, né le 28 février 1977 à Rijeka, est un ancien handballeur croate évoluant au poste d'ailier droit. Il est considéré comme l'un des meilleurs ailier droit du monde et a d'ailleurs été élu dans l'équipe-type des 20 ans de la Ligue des champions entre 1993 et 2013,.
Il est notamment l'un des principaux acteurs de la victoire de la Croatie sur l'Allemagne en finale des JO 2004 en inscrivant 9 buts sur 10 tentatives. Il est l'auteur de l'un des plus beaux buts de l'histoire du handball en réalisant, en 2007, un kung fu suivi d'un tir dans le dos face à la République tchèque. Mirza Dzomba est également un joueur très adroit dans l'exercice des jets de 7 m : il réalise ainsi 3/4 en finale des JO 2004 et un 7/7 en demi-finale de l'euro 2006 face à la France.
En 2011, après seulement une année passée en Pologne au club du KS Kielce, il met fin à sa carrière professionnelle. Il compte à la fin de celle-ci 173 sélections et 667 buts avec l'équipe nationale de Croatie avec laquelle il remporte un titre de Champion du monde en 2003 et une médaille d'or aux Jeux olympiques de 2004.

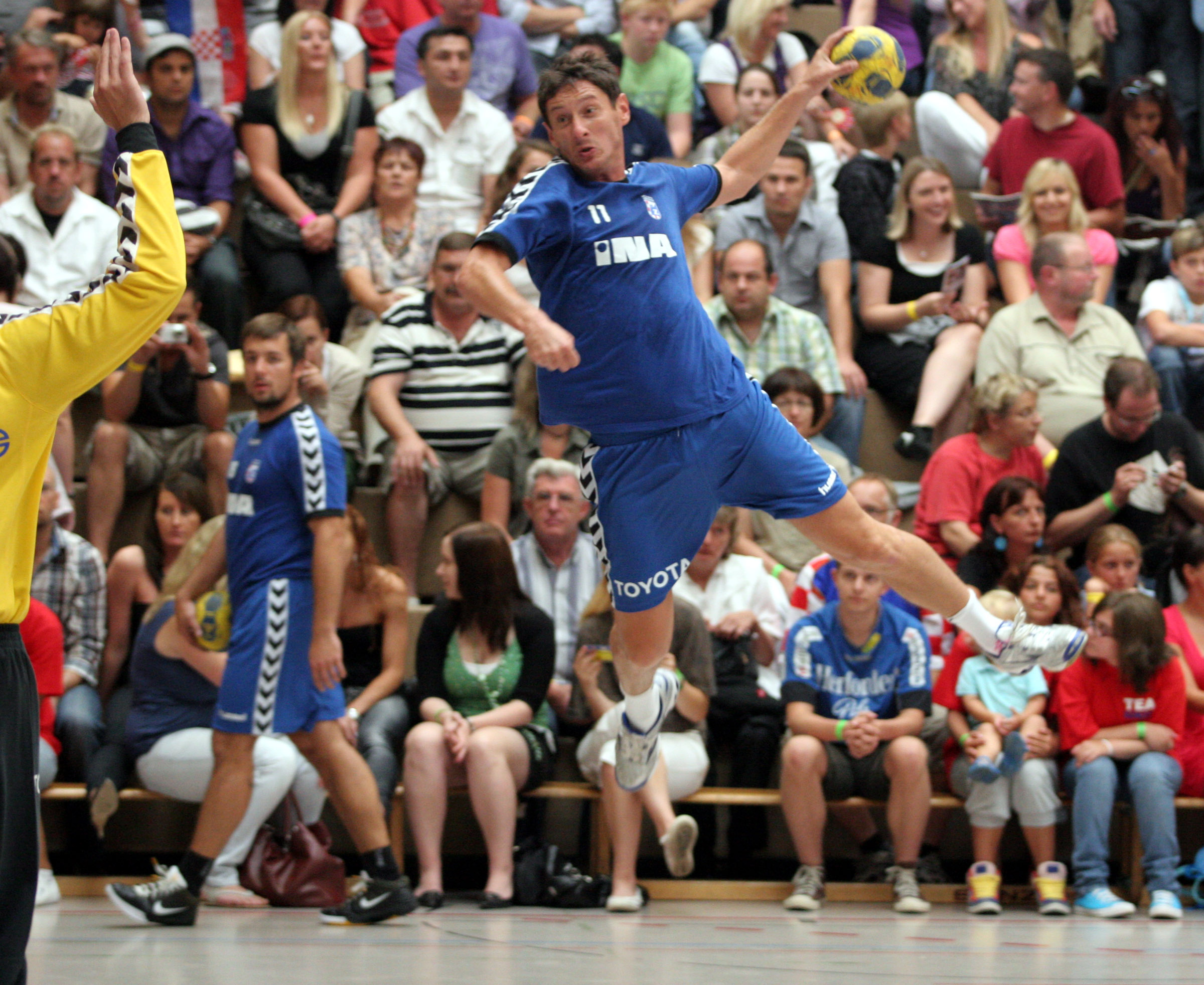
Mirza Džomba sous le maillot du RK Zagreb en 2009.

## Palmarès

### Club
Compétitions internationales
- Vainqueur de la Ligue des Champions (1) : 2006 (avec BM Ciudad Real)
  - Finaliste (3) : 1997, 1998 et 1999, 2005

Compétitions nationales
- Vainqueur du Championnat de Croatie (8) : 1997, 1998, 1999, 2000, 2001, 2008, 2009 et 2010
- Vainqueur de la Coupe de Croatie (7) : 1997, 1998, 1999, 2000, 2008, 2009 et 2010
- Vainqueur du Championnat de Hongrie (3) : 2002, 2003 et 2004
- Vainqueur de la Coupe de Hongrie (3) : 2002, 2003 et 2004
- Vainqueur du Championnat d'Espagne (1) : 2007
  - Vice-champion (2) : 2005, 2006
- Vainqueur de la Coupe ASOBAL (3) : 2005, 2006 et 2007
- Finaliste de la Coupe du Roi (2) : 2006, 2007
- Vainqueur de la Coupe de Pologne (1) : 2011

### Équipe nationale
Jeux olympiques
- Médaille d'or aux Jeux olympiques de 2004 à Athènes
- 4e place aux Jeux olympiques de 2008 à Pékin

Championnats du monde
- 13e place au Championnat du monde 1997, Japon
- 10e place au Championnat du monde 1999, Égypte
- 9e place au Championnat du monde 2001, France
- Médaille d'or du Championnat du monde 2003, Portugal
- Médaille d'argent au Championnat du monde 2005, Tunisie
- 5e place au Championnat du monde 2007, Allemagne

Championnats d'Europe
- 8e place au Championnat d'Europe 1998, Italie
- 6e place au Championnat d'Europe 2000, Suède
- 16e place au Championnat d'Europe 2002, Suède
- 4e place au Championnat d'Europe 2004, Slovénie
- 4e place au Championnat d'Europe 2006, Suisse
- Médaille d'argent au Championnat d'Europe 2008, Norvège

Autres
- Médaille d'or aux Jeux méditerranéens de 1997 à Bari
- Médaille d'argent à la Supercoupe des nations en 1999
- Médaille d'or aux Jeux méditerranéens de 2001 à Tunis
- Médaille d'or à la Coupe du monde des nations en 2006

### Distinctions individuelles
- Élu meilleur ailier droit des 20 ans de la Ligue des champions entre 1993 et 2013[2],[3]
- 3e meilleur handballeur mondial de l'année en 2004 et 2005
- Élu meilleur ailier droit du Championnat du monde 2003
- Élu meilleur ailier droit des Jeux olympiques 2004
- Élu meilleur ailier droit du Championnat d'Espagne en 2005 et 2006
- Meilleur buteur de la Ligue des champions 2002-2003
- Meilleur buteur du Championnat d'Europe 2004
- Élu handballeur croate de l'année en 2005